# 61.
◄ | 1. stoljeće pr. Kr. | 1. stoljeće | 2. stoljeće | ►
◄ | 30-ih | 40-ih | 50-ih | 60-ih | 70-ih | 80-ih | 90-ih | ►
◄◄ | ◄ | 58. | 59. | 60. | 61. | 62. | 63. | 64. | ► | ►►
Astronomija • Književnost • Kršćanstvo

## Događaji
- Boudica je podigla ustanak protiv Rima.
- Armenija napala Adijabenu.

## Vanjske poveznice
|  | Zajednički poslužitelj ima još gradiva o temi 61. |